# Avogadrita
La avogadrita es un mineral de la clase de los minerales haluros. Fue descubierta en 1926 en el monte Vesubio cerca de Nápoles (Italia), siendo nombrada así en honor de Amedeo Avogadro, físico italiano.

## Características químicas
Es un fluoruro anhidro de potasio y boro. Además de los elementos de su fórmula, suele llevar como impureza cesio. Su estructura molecular es la de tetrafluoroborato del sistema cristalino ortorrómbico, que se puede transformar en isométrico si se calienta por encima de 273 °C.

## Formación y yacimientos
Se forma como un producto de sublimación alrededor de las fumarolas volcánicas.
Suele encontrarse asociado a otros minerales como: sassolita, malladrita o hieratita.